# Sonate K. 44
Pour les articles homonymes, voir K44.
La sonate K. 44 (F.2/L.432) en fa majeur est une œuvre pour clavier du compositeur italien Domenico Scarlatti.

## Présentation
La sonate K. 44 en fa majeur est notée Allegro. Elle fait partie de la première manière de Scarlatti mais, comme ses sœurs (K. 43 à 48), elle présente le caractère « flamboyant » qui caractérise bon nombre des 200 premières sonates : leur style est plus vivant, leurs thèmes plus contrastés et leurs rythmes sont nouveaux et d'inspiration espagnole. Dans cette sonate (et la K. 46), le compositeur amplifie ou diminue le son de l'« instrument réputé statique ».

## Manuscrits
Le manuscrit principal est le numéro 2 et dernier du volume XIV de Venise (1742), copié pour Maria Barbara ; les autres sont Parme II 20, Münster II 6 et Vienne F 16.

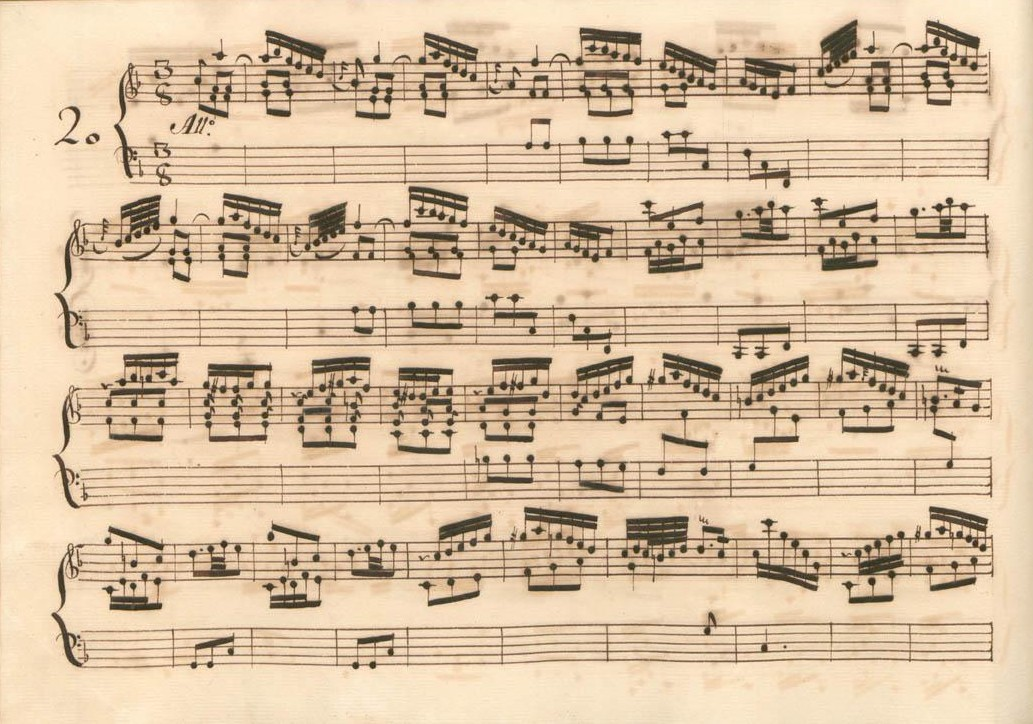
Parme II 20.
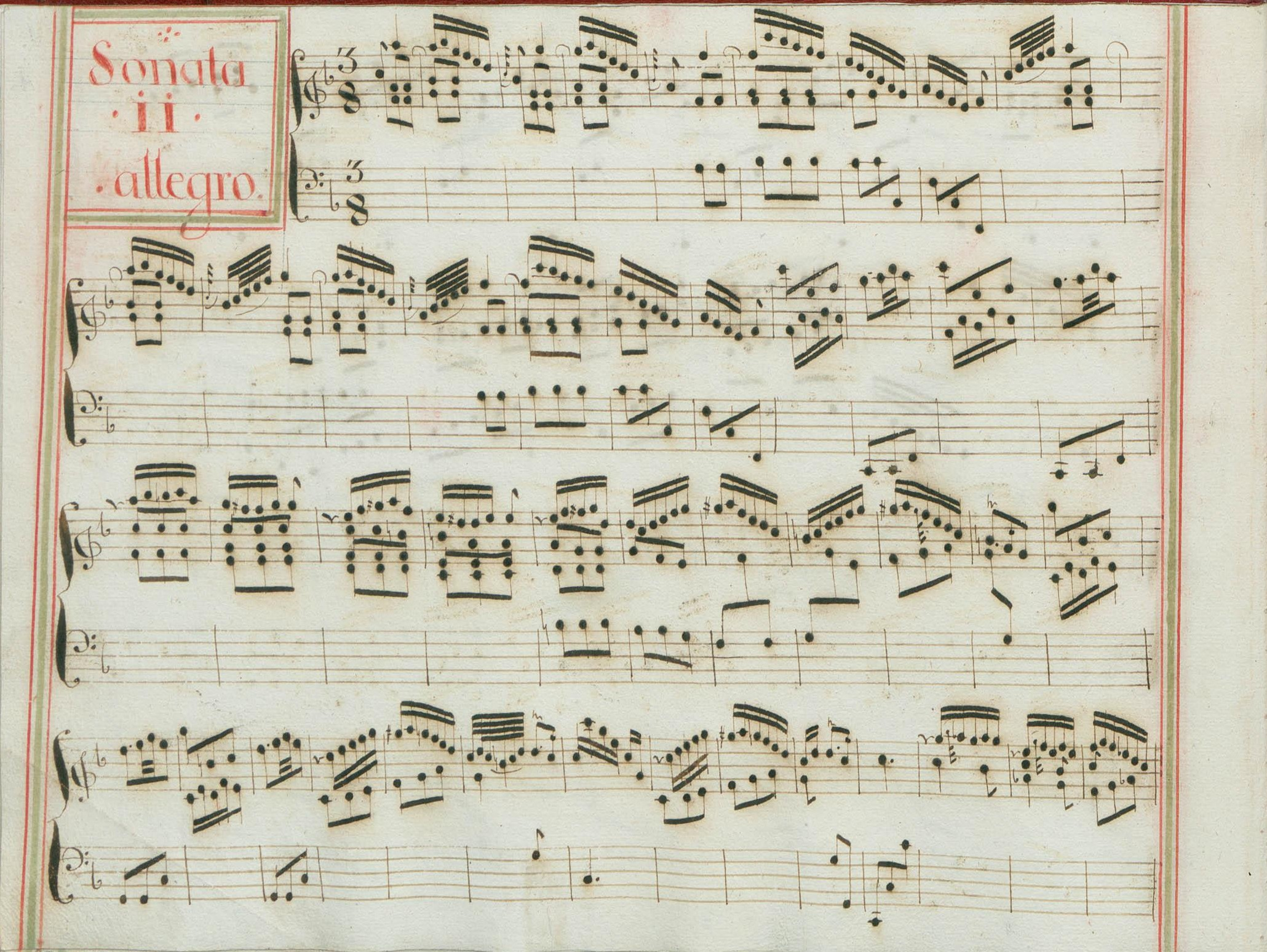
Venise XIV 2.
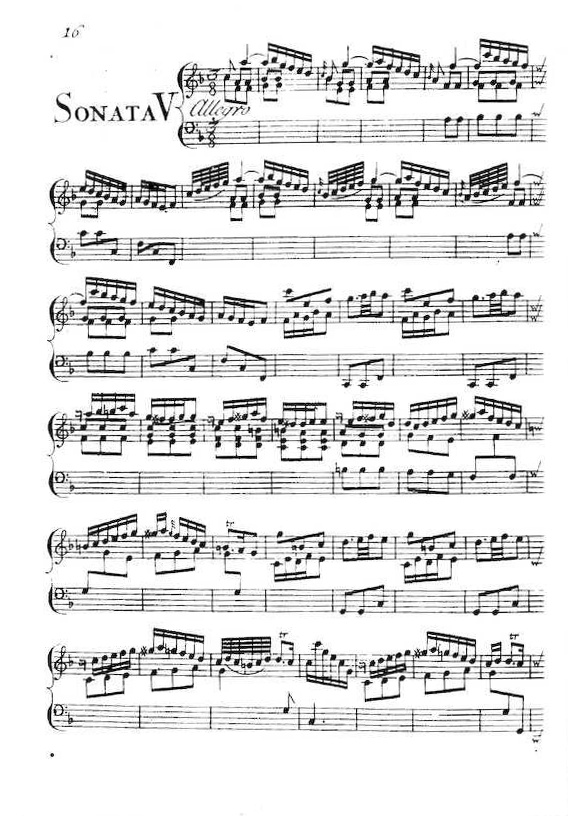
Édition Worgan, Londres, 1752.

## Interprètes
La sonate K. 44 est défendue au piano, notamment par Charles Rosen sur le Siena piano (1955, Counterpoint-Boston), Eteri Andjaparidze (1994, Naxos, vol. 1), Carlo Grante (2009, Music & Arts, vol. 1), Alberto Urroz (2017, IBS) ; au clavecin par Huguette Dreyfus (1967, Valois), Scott Ross (1985, Erato), Christophe Rousset (1997, Decca), Sergio Vartolo (Bongiovanni), Francesco Cera (Tactus, vol. 1), Richard Lester (2005, Nimbus, vol. 6) et Pieter-Jan Belder (Brilliant Classics). David Schrader l'a enregistrée au piano-forte (1997, Cedille).

## Sources
: document utilisé comme source pour la rédaction de cet article.
- Ralph Kirkpatrick (trad. de l'anglais par Dennis Collins), Domenico Scarlatti, Paris, Lattès, coll. « Musique et Musiciens », 1982 (1re éd. 1953 (en)), 493 p. (ISBN 978-2-7096-0118-4, OCLC 954954205, BNF 34689181).
- Alain de Chambure, « Domenico Scarlatti : Intégrale des sonates — Scott Ross », Erato (2564-62092-2), 1985 (OCLC 891183737) .